# Zakrzewie
Zakrzewie – peryferyjna część miasta Tłuszcz w województwie mazowieckim, w powiecie wołomińskim, w gminie Tłuszcz.
Rozpościera się wzdłuż ulicy Zakrzewie, na północno-wschodnich rubieżach miasta.
Do końca 2008 roku odrębna wieś w gminie Tłuszcz. 1 stycznia 2009 miejscowość Zakrzewie wraz z częścią wsi Postoliska (w sumie 10,14 ha należące do obrębu ewidencyjnego Postoliska) włączono do Tłuszczu.